# Gaurihar
Gaurihar fou un dels estats tributaris protegits de l'agència del Bundelkhand abans a l'Agència de l'Índia Central. Limitava a l'est amb el districte de Banda i part del districte d'Hamirpur; al nord i est amb Banda, i al sud amb Chhatarpur. La superfície era de 189 km² amb una població el 1881 de 10.691 habitants (repartits en 14 pobles) i el 1901 de 7.760 habitants (22 pobles).
El sobirà, un braman jijhotia, de la casa de thakurs de Mahapura, fou un cap militar destacat als darrers anys del segle XVIII i començament del XIX al Bundelkhand. El seu nom era Raja Ram Tiwari, i fou governador del fort de Bhuragarh (al districte de Banda) al servei de Raja Guman Singh d'Ajaigarh, però durant la confusió creada per la invasió d'Ali Bahadur es va revoltar i va esdevenir el cap d'una banda militar irregular, a la que el sobirà d'Ajaigarh no va poder sotmetre. Quan els britànics van ocupar Bundelkhand van oferir trenta mil rúpies per la seva captura però llavors Raja Ram va oferir la seva rendició a canvi de rebre algunes terres de manera similar a com s'havia fet amb altres caps bundeles. Així va rebre Gaurihar el 1807.
Va morir el 1846 i el va succeir Rajdhar Rudra Singh Tiwari que va fer diversos serveis als britànics durant el motí del 1857, a costa de pèrdues personals, i va rebre en agraïment el títol de Rao Bahadur, robes d'honor i deu mil rúpies, a més de sanad d'adopció (1862). Rudra Singh va morir el 1877 i el va succeir el seu fill adoptat Gajadhar Prasad que va morir poc després (14 de novembre de 1877) i el va succeir Rao Shamle Prasad Bahadur. L'exèrcit local era de 3 canons, 35 cavallers i 240 infants. El 1904 va pujar al tron Prithwi Pal Singh.
La capital era Gaurihar a 25° 15′ N, 80° 12′ E / 25.250°N,80.200°E.

## Llista de sobirans
- Sardar Rajdhar Raja Ram Tiwari, 1807-1846
- Rao Rajdhar Rajdhar Rudra Singh Tiwari, Rao Bahadur 1846-1877
- Rao Gajadhar Prasad Bahadur 1877
- Rao Shamle Prasad Bahadur 1877-1904
- Rao Prithwi Pal Singh Bahadur 1904-?
- Rao Pandit A. Pratap Singh ?-1950